# Les Dangers de la coquetterie
Les Dangers de la coquetterie est un roman de Jeanne Gacon-Dufour publié en 1788 par le libraire Buisson. L'approbation du censeur Artaud reproduite à la fin de la deuxième partie est datée du 28 juillet 1787. La publication a été annoncée par la Gazette de France le 28 mars 1788. Le roman est aussi présenté anonymement le 16 mai 1788 dans le numéro 38 de L'avantcoureur, un périodique strasbourgeois.

## Résumé
Les Dangers de la coquetterie est un roman épistolaire qui suit les histoires de la Baronne de Cotyto, une femme coquette et manipulatrice, et de la Marquise d’Hersilie, une femme honnête exilée à la campagne par son mari qui trouve que l'amour que celle-ci a pour lui est étouffant. Profitant de l'éloignement de sa femme, il courtise la Baronne de Cotyto.
La Baronne s’amuse à Paris et séduit plusieurs hommes, dont le Marquis d’Hersilie, qui se bat avec l'un de ses rivaux. Le scandale est tel que la Baronne de Cotyto est prête à se laisser convaincre de se retirer à la campagne, mais la Vicomtesse de Thor l'encourage à user de ses charmes pour séduire et manipuler les hommes. Des tensions éclatent à nouveau lors d’un bal masqué durant lequel la Baronne découvre, à sa grande honte, que l’homme qu’elle tentait de séduire n’est autre que son mari.
Le Chevalier d’Ernest, un ami influent, tente d’intervenir et conseille à la Baronne de se retirer à la campagne afin de regagner la confiance de son époux. La Baronne part alors pour un séjour dans une ville thermale, Plombières, loin de son mari mais toujours entourée d’admirateurs. Pendant ce temps, la Marquise d’Hersilie trouve de l’apaisement dans la tranquillité de la campagne. Elle s'occupe de l'éducation de ses enfants et de travaux utiles.
Le deuxième volume des Dangers de la coquetterie se déroule principalement à Plombières et relate les intrigues amoureuses du Chevalier de Zéthur. Engagé auprès de Madame de Singa, à qui il voue de profonds sentiments, le Chevalier de Zéthur est pourtant séduit par la Baronne de Cotyto et succombe à ses charmes. Son ami, le Chevalier d’Ernest, tente de le mettre en garde, mais ce dernier s’entête. Enflammé par sa passion pour la Baronne, le Chevalier de Zéthur accumule les dettes.  
À Plombières, la Baronne s’amuse et fait la fête. Elle continue de se jouer des sentiments des hommes, notamment du Marquis d’Hersilie, qui tombe gravement malade après s’être fait inoculer la petite vérole par amour pour elle. La Baronne reste indifférente au sort du Marquis et ne cesse d’être frivole, tout en accumulant les dettes.
Madame de Singa est blessée par la trahison du Chevalier de Zéthur. La Comtesse de Fionie tente alors de faire entendre raison au Chevalier sur son égarement vis-à-vis de ses sentiments pour la Baronne. Finalement, le Chevalier de Zéthur prend conscience de ses erreurs et implore le pardon de Madame de Singa. Cette dernière le pardonne après qu’il s’est sincèrement repenti. Ensemble, ils espèrent un avenir heureux.
La Baronne, quant à elle, perd peu à peu de son pouvoir et accumule les ennemis. Elle finit ruinée et abandonnée de tous. Son mari la fait enfermer au couvent.

## Présentation des personnages
- La Baronne de Cotyto, épouse du Baron de Cotyto, aime plaire et apprécie les jeux de séduction. Elle a de nombreux amants, qui se disputent ses faveurs, comme le Marquis d’Hersilie, le Chevalier de Zéthur et le Marquis de Lubeck. Elle entretient une correspondance amicale avec la Vicomtesse de Thor, à qui elle demande conseil. Gacon-Dufour s'est inspirée de la déesse Kotys pour nommer ce personnage. Kotys est la déesse de l'impudence[4]. Elle est associée à la frivolité et son comportement est décrit comme étant vulgaire et obscène[5].

- Le Baron de Cotyto, époux de la baronne de Cotyto, est absent de Paris, car il est retenu à Nancy par son régiment. Pour autant, il assiste à un bal masqué à la suite d'une lettre de la comtesse de Menippe, et y retrouve, sans le savoir, sa femme avec qui il passe la soirée. Il découvre ainsi à la fin, les coquetteries de sa femme. De plus, il souhaite que cette dernière rompe tout contact avec la Vicomtesse de Thor, qu’il juge être une influence néfaste pour sa femme.

- La Vicomtesse de Thor, amie et correspondante de la Baronne de Cotyto, est une grande séductrice, qui prend cette dernière sous son aile en lui prodiguant conseils et soutien. En échange d’un droit de lui faire la cour, elle fait appel au Chevalier de Luzak, pour qu’il humilie Mme de Ménippe en société, pour se venger et venger la Baronne de Cotyto.
- La Comtesse de Menippe est l’hôte d’un salon où elle organise des parties de Pharaon, un jeu d’argent auquel la Baronne de Cotyto accumule de nombreuses dettes. Elle entretient des relations conflictuelles avec la Baronne de Cotyto et la Vicomtesse de Thor.

- La Marquise d’Hersilie, épouse du Marquis d’Hersilie, est dévouée à son mari et l’aime au point de quitter Paris pour rejoindre leur château de campagne avec ses enfants, sous les ordres de son mari. Elle est une femme sincère qui souhaite aider son prochain. Elle entretient une correspondance amicale avec La Comtesse de Fionie et Madame de Singa. Gacon-Dufour a pris le nom de ce personnage dans l'histoire romaine, où Hersilie était l'épouse de Romulus et l'une des Sabines enlevées par les Romains. C'est elle qui met fin aux combats entre les Sabins et les Romains.

- Le Marquis d’Hersilie, époux de la Marquise d’Hersilie, fait des infidélités à sa femme, en étant l’amant de la Baronne de Cotyto. Afin de retrouver sa liberté et de pouvoir fréquenter librement la Baronne de Cotyto, il envoie sa femme à la campagne, car elle l’oppresse trop. Son affection pour la Baronne le pousse à se battre avec le Marquis de Lubeck, également amant de la Baronne de Cotyto. Il entretient de grandes amitiés avec le Chevalier d’Ernest et M. de Saint-Albert.
- Le Chevalier d’Ernest, grand ami du Marquis d’Hersilie, juge que les fréquentations de son ami sont néfastes, notamment avec la Baronne de Cotyto qu’il n’apprécie guère. Il est un sage qui tente de ramener ses compagnons dans le droit chemin.
- M. de Saint-Albert, à l’instar du Chevalier d’Ernest, n’apprécie guère la Baronne de Cotyto, et met en garde son ami, le Marquis d’Hersilie, contre les agissements de cette dernière.
- La Comtesse de Fionie, tante du Chevalier de Zéthur, est également la tutrice de Madame de Singa. Elle n'apprécie ni la Vicomtesse de Thor ni la Baronne de Cotyto, cette dernière ayant saboté les fiançailles du Chevalier de Zéthur et Madame de Singa. Elle entretient une correspondance amicale avec la Marquise d’Hersilie.
- Le Chevalier de Zéthur, neveu de la Comtesse de Fionie, aime Madame de Singa, mais il a été séduit par la Baronne de Cotyto. Ses égarements financiers lui valent de se faire réprimander par son père, qui le contraint à retourner dans son régiment.
- Madame de Singa, amoureuse du Chevalier de Zéthur, a été recueillie par la Comtesse de Fionie, après le décès de son premier mari à l’âge de 15 ans. Elle entretient une relation amicale avec la Marquise d’Hersilie, qui la rassure au sujet des infidélités de son amant.

## Analyse

### La critique de la coquetterie

#### Une topique romanesque
Le personnage de la coquette est une topique romanesque du XVIIIe siècle. Proche voisine du libertinage et de la galanterie, la coquetterie est une caractéristique féminine selon la définition qu'en donne l'Encyclopédie en 1754 : « c’est dans une femme le dessein de paroître aimable à plusieurs hommes ; l’art de les engager et de leur faire espérer un bonheur qu’elle n’a pas résolu de leur accorder : d’où l’on voit que la vie d’une coquette est un tissu de faussetés, une espèce de profession plus incompatible avec la bonté du caractère et de l’esprit et l’honêteté véritable ».
Dans Les Dangers de la coquetterie, la Baronne de Cotyto et la Vicomtesse de Thor sont présentées comme étant les deux principales coquettes du roman. D'après Laurence Sieuzac, la Vicomtesse de Thor incarne la figure de la coquette « entièrement libre, n’ayant ni enfant, ni mari, ni amant qui ne la  contrarient dans ses projets ». Elle initie son amie, qui devient « coquette malgré elle ». La Vicomtesse de Thor et la Baronne de Cotyto usent de stratégies et maîtrisent l'art de la médisance pour tenir les autres femmes à distance. Dans son roman, Jeanne Gacon-Dufour attire l'attention de son lecteur sur les dangers que représentent les actions guidées par la coquetterie. Quelques personnages lucides du roman alertent à plusieurs reprises sur la mauvaise influence qu'exercent la Vicomtesse de Thor et la Comtesse de Menippe sur leur jeune amie, Madame de Cotyto. Le Chevalier d’Ernest  les décrit en ces termes dans la lettre XX : « Ces deux femmes sont les êtres les plus dangereux que je connaisse. » Dans la lettre XXXIII, la Comtesse de Fionie écrit que la Vicomtesse de Thor est « la femme la plus dangereuse qui soit en Europe. »

#### «Fêtes charmantes» et jeux d'argent
En se focalisant sur la haute noblesse, Jeanne Gacon-Dufour rapporte le comportement dépensier d'une élite qu'elle a elle même côtoyé. Les lettres de la Baronne de Cotyto (IX, XV, XXIII, LVI, LX, LXIV) permetent d'observer les pratiques d'une noblesse dépensière. On y découvre des fêtes et bals en nombre. Dans la lettre IX, la Barone parle d'une « fête charmante », d'une « fête superbe », d'un « souper », d'une « ingénieuse illumination », d'un « un palais de Fée » et d'une « rivière factice ». Dans la deuxième partie, c'est au tour de la Vicomtesse de Thor dans la lettre LX de parler de jardins « de la plus grande magnificence ». Elle raconte qu'une « superbe collation, toute en fruits des plus rares et des plus fins, descendit comme du Ciel, par le moyen d'une mécanique ingénieuse ».
Gacon-Dufour n'était pas noble, mais elle avait entretenu des liens étroits avec la noblesse. Elle était la sœur de lait d'Armand Joseph Pâris de Monmartel, le marquis de Brunoy. Ce dernier organisait beaucoup de bals et dépensait son argent dans des cadeaux sans compter ce dont Gacon-Dufour avait beaucoup profité jusqu'en 1799. Elle s'était vue offrir de « magnifiques robes », des « dentelles de Valenciennes et d’Angleterre », des bijoux, une terre, le domaine d’Humières, mais aussi « une donation de 1200 livres de rente viagère ». Les recherches de Jean Lérault ont aussi montré que le marquis de Brunoy a organisé pour elle un mariage « digne d’une princesse » dont les dépenses se sont élevées à un total de 260 000 livres.
Dans le roman, il faut ajouter aux fêtes, les mentions répétées de jeux d'argent qui prenaient souvent place lors de ces soirées. Dans la lettre XV, la Barone de Cotyto dit « joué au Pharaon » et  avoir « gagné considérablement ». Dans la lettre XXIII, elle dit être passée « dans le salon du jeu » peu de temps après avoir ouvert le bal. Mais toutes ces dépenses ruinent les personnages. En effet, dans la lettre LVI, la Baronne de Cotyto explique qu'« on commence à ne plus vouloir [lui] faire du crédit ». Elle fait ensuite des « pertes […] considérables ». Elle vend tous ses diamants et va même jusqu'à engager sa pension, illustrant alors la hauteur de ses dépenses. La situation du personnage fait écho à celle du marquis de Brunoy qui s'est vu intenté un procès par sa famille pour ses dépenses extravagantes, compromettant Jeanne Gacon-Dufour qui a perdu sa terre en 1779 et qui s'est vue au côté de son mari Jacques-Antoine Filhol des Humières enjoindre par la Tournelle Criminelle « d'être à l'avenir plus circonspects ».

### La retraite à la campagne

#### Un modèle de bonheur au féminin
Dans un article intitulé « Retraite féminine et femmes moralistes au siècle des Lumières », Huguette Krief affirme que de nombreuses femmes érudites comme Jeanne Gacon-Dufour combattent le préjugé selon lequel la nature féminine serait « contraire au raisonnement abstrait et à l'érudition». Des femmes osent penser et participer aux débats du siècle. Elles abordent désormais les questions de morale selon la raison et l'expérience. On y retrouve une glissement du bonheur chrétien, fondé sur l'ascétisme et la promesse d'un salut posthume, vers une conception plus mondaine et individualiste du bonheur. Dans Les Dangers de la Coquetterie, Marie-Armande Jeanne Gacon-Dufour illustre précisément cette tension entre un bonheur superficiel et un bonheur authentique. À travers cette histoire, l'autrice critique la coquetterie comme un vice moral certes mais aussi comme un obstacle au bonheur véritable. Contrairement aux conceptions religieuses traditionnelles qui promettaient un bonheur posthume, son œuvre cherche à ancrer le bonheur dans la réalité terrestre. Gacon-Dufour ne se contente pas d'identifier les qualités naturelles des femmes, elle cherche aussi à proposer des solutions pour améliorer leur condition. Ainsi, pour garantir leur bonheur, il ne suffirait pas uniquement d'un retour à soi, mais aussi d'une transformation des influences extérieures qui conditionnent leur existence.

#### Vie pratique et connaissances scientifiques
Jeanne Gacon-Dufour a souvent résidé en campagne ce qui lui a permis d'amasser des connaissances concrètes sur la vie rurale, exactement comme le personnage de Mme d'Hersilie qui profite de son exil pour s'éduquer à la science et à la botanique qui lui permettent d'ouvrir une pharmacie. En outre, Gacon-Dufour faisait partie de plusieurs sociétés savantes et avait des connaissances poussées sur la médecine qu'elle liait à la botanique. Valérie Lastinger fait l’hypothèse que Gacon-Dufour a étudié au Jardin du Roi. Plusieurs années après Les Dangers de la coquetterie, elle écrit un Manuel théorique et pratique du savonnier  à l'aide d'un professeur en chimie. Dans la première édition du Manuel complet de la maîtresse de maison, et de la parfaite ménagère (1826), elle critique la méthode de l'inoculation qu'elle juge trop dangereuse et qui pour elle a l'air de convenir davantage pour les animaux que pour les humains. Cette prise de position est intéressante car M. d'Hersilie, un des personnages des Dangers de la coquetterie, fait l'expérience d'une inoculation qui le rend gravement malade.

### La défense des femmes

#### Critique de l'ordre masculin
D'après la chercheuse Isabelle Tremblay, le roman témoigne de la situation des femmes à la fin du XVIIIe siècle : « Si l'institution matrimoniale permet souvent aux époux de mener une vie à part, la conduite de l'épouse demeure soumise à l'autorité de son mari qui est en droit de la faire enfermer ». Isabelle Tremblay prend l'exemple de la baronne de Cotyto qui est envoyée en Province par son mari, mais qui est décrite comme « prototype féminin nouveau ». Le personnage utilise cette distance pour manipuler l'opinion public à sa guise. Gacon-Dufour nous montre des femmes qui ne se soucient pas du regard des autres, « Je me gouverne selon mes goûts ; je prends mon plaisir ou je le trouve, sans jamais m’inquiéter de ce qui peut en résulter ».
Isabelle Tremblay montre aussi que l'ironie est un outil utilisé par les femmes du roman pour se défendre contre l'opinion prédominante : « Le mélange d'amitié féminine et d'ironie permet aux romancières de nourrir la solidarité entre leur héroïnes et surtout de critiquer l'ordre établi ». Elle leur permet d'affronter les hommes, et le regard d'autrui. L'œuvre mentionne la Lettre XIV des Dangers de la coquetterie, dans laquelle la Vicomtesse de Thor utilise l'ironie pour pousser la Baronne de Cotyto au libertinage : « Vous me paraissez tellement décidée à vous retirer du monde, que je vais travailler d’avance à vous faire canoniser ». Isabelle Tremblay écrit que « la dérision sous-jacente à l'ironie cache un projet de sensibilisation[réf. nécessaire] » : Les femmes de cette œuvre créent un cercle féminin, elles trouvent des moyens de s'affirmer et de se défendre mutuellement les unes et les autres.
Avant la Révolution française, le mariage était une institution indissoluble, régie notamment par l’Eglise catholique. Parfois, la séparation de corps pouvait être accordée, mais elle ne permettait pas de se remarier. La loi du 20 septembre 1792, marque une rupture en instaurant le divorce. La chercheuse italienne Erica Mannucci a montré que Gacon-Dufour aborde le divorce comme un acte à la fois personnel et politique. Commentant la situation de Gacon-Dufour qui a elle-même bénéficié de la loi pour divorcer en 1793, elle souligne que même dans la société révolutionnaire, le divorce exposait une femme au regard du public, ce qui allait à l’encontre des normes de discrétion et de vertu traditionnellement imposées. Pourtant, c’est précisément cette mise en visibilité qui donnait au divorce son pouvoir émancipateur, ce qui permet aux femmes de contester leur subordination et d’affirmer leur autonomie. En 1802, dans le roman Voyages de plusieurs émigrés et leur retour en France, Gacon-Dufour imagine une héroïne fuyant un mariage oppressif et ne revenant en France qu’après la législation du divorce, ce qui souligne la nature émancipatrice de cette loi. Quatre ans avant la loi sur le divorce, Les Dangers de la coquetterie s’inscrivait déjà dans un débat plus large sur la place des femmes dans l’espace public.

#### LeMémoire pour le sexe féminin contre le sexe masculin
Quelques mois  avant Les Dangers de la coquetterie, Gacon-Dufour publie un Mémoire pour le sexe féminin contre le sexe masculin. Le XVIIIe siècle a vu émerger des figures féminines dans les salons littéraires et philosophiques. Malgré un statut juridique et économique qui les rend totalement dépendantes de leur père ou de leur mari, les femmes s'imposent progressivement dans les milieux intellectuels. Parmi elles, on peut citer des savantes comme Louise d'Épinay ou Émilie du Châtelet. Cependant, cette émancipation naissante suscite des réactions hostiles de la part de certains penseurs. Des philosophes comme  Jean-Jacques Rousseau ou Restif de la Bretonne accusent les femmes d'être responsables de la corruption et de la frivolité du siècle. Des querelles apparaissent. Dans Émile ou De l'éducation, Rousseau prône une éducation féminine limitée à l'art de plaire et séduire les hommes. Voltaire, quant à lui, dans Femmes, soyez soumises à vos maris défend un enseignement plus complet pour les jeunes filles. Ces discussions restent toutefois dominées par des voix masculines jusqu’au dernier tiers du siècle, où les premières revendications féminines émergent enfin. En 1785, Mme de Coicy, publie Les femmes comme il convient de les voir où elle s'oppose à Rousseau et réclame que les femmes dont les maris ont été décorés puissent, elles aussi, bénéficier d’une reconnaissance pour leur contribution à leurs exploits chevaleresques. Dans ce contexte, Marie Armande Jeanne Gacon-Dufour écrit Le mémoire pour le sexe féminin contre le sexe masculin. Elle s’inscrit ainsi dans ce mouvement de contestation en répondant directement aux attaques des philosophes contre les femmes. Dans ce Mémoire pour le sexe féminin, Jeanne Gacon-Dufour répond aux propos du Chevalier de Feucher dans le cadre d'une querelle sur l'origine du vice et de la corruption des moeurs. L'autrice élabore une rhétorique construite pour répondre à son problème posé en début d'ouvrage annoncé tel que: « À qui est due la corruption des moeurs ? Est-ce aux Femmes ? Est-ce aux Hommes ?» Pour cela, la forme du mémoire permet de reconstituer les grandes étapes de la vie d'une femme aux XVIIIe siècle afin de démontrer que le vice ne peut y prendre racine. L'argumentation de l'autrice met en lumière l'impossibilité des reproches fait à son sexe, par les vertus qui lui sont conférées (comme la pudeur ou la sensibilité). Jeanne Gacon-Dufour s'appuie alors sur de nombreux exemples pour déconstruire les propos du Chevalier contre lequel elle se dresse. Elle s'inscrit cependant dans un mouvement de contestations plus large qui la pousse à faire appel à d'autres auteurs. En s'appuyant sur une chronologie précise et construite, l'autrice attribue donc l'origine du vice au sexe masculin en déconstruisant son image de victime et en faisant de lui celui qui corrompt la femme par sa force. On peut y voir d'ailleurs continuité avec son ouvrage sur les Dangers de la Coquetterie, publié seulement une année après. À travers la question des mœurs, l'autrice reprend la même thèse que dans le Mémoire, pour une application narrative qui permet d'y mettre en lumière l'aspect moral.
Huguette Krief remarque que Gacon-Dufour désigne alors la pudeur comme une « qualité féminine, naturelle et originelle » qui ne serait corrompue qu'en raison de l'entrée des femmes dans la société. Le phénomène de « dénaturation » d'une femme causé par le processus de socialisation serait entièrement dû au sexe masculin. C'est ce qu'affirme Gacon-Dufour dans son texte : « Si nous sommes séduites, c’est la faute de ces hommes qui nous attaquent ; c’est la faute de nos maris, qui ne sont plus les mêmes à notre égard, qui nous abandonnent […] ; la corruption de nos mœurs est donc la seule faute des hommes ».

#### Autonomie et émancipation
Le chercheur Olivier Ritz détaille les différentes facettes du sentiment amoureux et donc de l'individualité féminine au sein des romans de Gacon-Dufour. La Femme Grenadier (1801) et Les Voyages de plusieurs émigrés et leurs retours en France (1802) sont deux textes présentant l’émancipation d’un personnage féminin et la reprise en main de son statut social au sortir de la Révolution française. C’est par l’instruction que les personnages féminins de Gacon-Dufour parviennent à leur émancipation intellectuelle et sentimentale. C’est grâce à cela que les héroïnes de Gacon-Dufour vont pouvoir pleinement aborder la découverte de leurs sentiments vis à vis des autres personnages de l’intrigue. De la même manière, dans Les Dangers de la Coquetterie, la marquise d'Hersilie s'instruit, elle apprend à administrer ses terres et elle maîtrise aussi bien ses relations avec les autres que ses sentiments personnels. Les manuels pratiques publiés par Gacon-Dufour à la fin de sa carrière peuvent être abordés sous l’angle de cette émancipation du féminin.

## Réception du roman
Le roman est annoncé dans La Gazette de France du 18 mars 1788. Une annonce figure également dans le Journal de Paris, dans la rubrique « Livres divers »; et un bref résumé apparaît dans le périodique strasbourgeois L'Avant-coureur en mai 1788. Le Mémoire pour le sexe féminin, contre le sexe masculin, lui, publié l'année précédente, ne semble pas avoir été annoncé dans la presse. Il fait cependant l'objet d'une brève critique très hostile en 1788 dans le Journal historique et littéraire dans laquelle la question du mémoire est décrite comme « interminable » et « inutile ».
En 1789, un article de critique qui rend compte du roman est publié dans le Mercure de France. L’article loue le style « simple et efficace » et la « narration des mœurs du jour » dans un roman qui « laisse les idées calmes et fraîches qu’inspirent les tableaux de la vertu récompensée ». Gacon-Dufour n’est pas nommée explicitement dans l’article : le roman étant paru anonymement, c’est à l’auteur de choisir de révéler son identité ou non. Toutefois, le critique parle d’une « dame » méritant d’être considérée pour son activité littéraire.
Au XVIIIe siècle, lorsqu'on signe son roman, il est fréquent de se présenter comme auteur de ses ouvrages précédents. Lorsque Gacon-Dufour publie Georgeana, ou la vertu persécutée et triomphante et La Femme grenadier, elle présente ses œuvres comme écrites « par l'Auteur des Dangers de la Coquetterie ». Cependant, sur la page de titre des Dangers de la prévention en 1806, elle se présente comme l'auteur « d'ouvrages d'économie rurale et domestique » et ne mentionne pas ses romans précédents.
Les Dangers de la coquetterie figure notamment en 1862 dans un catalogue des livres ayant appartenu à la reine Marie-Antoinette. Le roman y est décrit comme un « roman anglois de mistress Opie » et Jeanne Gacon-Dufour n'y parait que comme la traductrice. L'origine de la confusion est un roman anglais du nom de Dangers of Coquetry publié en 1790 par Mistress Opie, anciennement connu sous le nom d'Amelia Anderson.

## Études
- Marc Cheynet de Beaupré, Financier d’État (1684-1770). tome II : La vertu des maîtresses royales (1720-1770), 2016, 820-829 p. (ISBN 9782745330710)
- (en) Valérie Lastinger, « The Laboratory, the Boudoir and the Kitchen: Medicine, Home and Domesticity », dans Kathleen Hardesty Doig and Felicia Berger Sturzer, Women, Gender and Diseas in Eighteenth-Century England and France, Cambridge, Cambridge Scholar Publishing, 2014, 265 p. (ISBN 978-1-4438-5551-8), p. 119-148
- Jean Lérault, « Marie Armande Jeanne GACON (1753-1835) Sœur de lait du marquis de Brunoy », Un mois en ville, no 200,‎ avril 2021, p. 34-35 (lire en ligne, consulté le 27 février 2025)
- (en) Erica Joy Mannucci, « Private and public acts: Marie Armande Gacon-Dufour's identity, from the French Revolution to the Empire », Chronica Mundi, no 15,‎ 2021, p. 32-54
- Olivier Ritz, La conquête de l'autonomie sentimentale dans les romans de Gacon-Dufour, Orages, 2019 , p.87-99
- Olivier Ritz, « Préface. Une autre révolution est possible », dans Jeanne Gacon-Dufour, La Femme grenadier suivi de Faut-il interdire aux femmes d’apprendre à lire ?, Montreuil, Le Temps des Cerises, 2022 (ISBN 978-2-37071-238-7), p. 8-19
- Isabelle Tremblay, La Problématique du bonheur féminin dans l’écriture romanesque des femmes écrivains du siècle des Lumières, Ottawa, Canada, 2008 (lire en ligne), p. 70-71
- Isabelle Tremblay, Le Bonheur au féminin. Stratégies narratives des romancières des Lumières, Montréal, Presses de l’Université de Montréal, 2012, 185 p. (ISBN 978-2-7606-2763-5)